# Žaneta Jaunzeme-Grende
Žaneta Jaunzeme-Grende (ur. 10 marca 1964 w Rydze) – łotewska działaczka społeczna i gospodarcza oraz polityk, była prezes Łotewskiej Izby Przemysłowo-Handlowej, w latach 2011–2013 minister kultury Republiki Łotewskiej.

## Życiorys
W latach 1982–1987 kształciła się w Łotewskim Państwowym Instytucie Kultury Fizycznej, następnie zaś na studiach z dziedziny administracji publicznej na Uniwersytecie Łotwy w Rydze (1989–2001). Od 1996 do 2002 była prezesem spółki „Unipolise”, następnie zaś stała na czele zarządu „Bibliotēku informācijas tīklu konsorcijs” (konsorcjum bibliotecznych sieci informacyjnych, 2000–2003) i spółki „Marsh” (2002–2007), po czym kierowała jej radą nadzorczą (do 2010). Pracowała jako ekspert ministerstwa rozwoju regionalnego i samorządności (2007–2010). Od 2008 do 2011 sprawowała funkcję prezesa Łotewskiej Izby Przemysłowo-Handlowej. Zasiadała w radzie banku Parex (2009–2010). W 2010 stanęła na czele rady fundacji Imantsa Ziedonisa „Viegli”. W 2011 została dyrektorem ds. rozwoju spółki „Izaugsmes kvartāls”. W tym samym roku zasiadała w zarządzie łotewskiego oddziału Ruchu Europejskiego.
W 2011 przystąpiła do ugrupowania Wszystko dla Łotwy!. 25 października 2011 z rekomendacji Zjednoczenia Narodowego „Wszystko dla Łotwy!” – TB/LNNK objęła funkcję ministra kultury w trzecim gabinecie Valdisa Dombrovskisa. 16 września premier Valdis Dombrovskis podpisał jej dymisję, obowiązki ministra przejął czasowo Jānis Bordāns.